# Imma atrosignata
Imma atrosignata is een vlinder uit de familie van de Immidae. De wetenschappelijke naam van de soort is voor het eerst geldig gepubliceerd in 1861 door Felder.